# Northumberland House

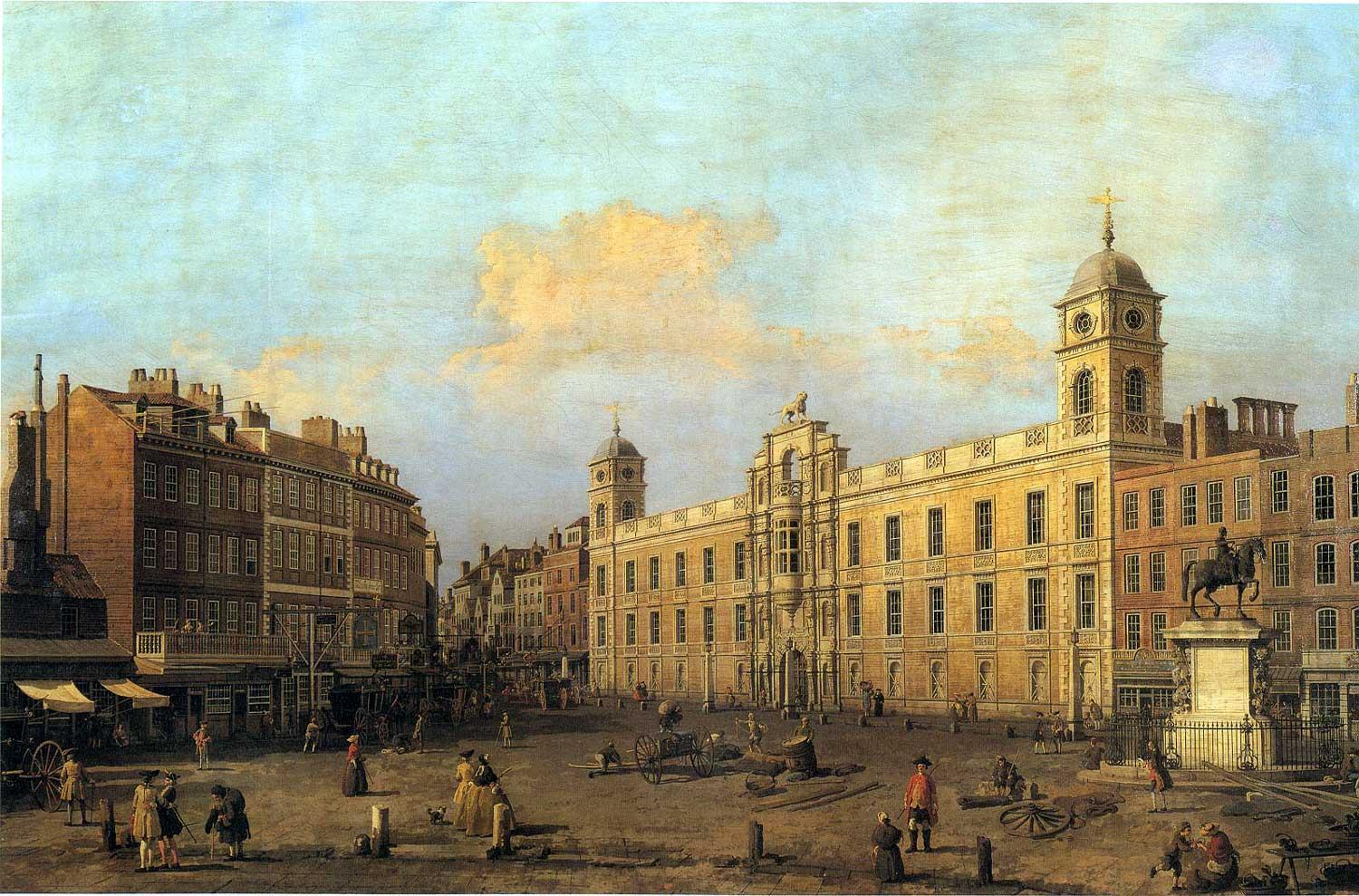
Gemälde der Fassade am Strand von Northumberland House von Canaletto (1752). Man beachte den Percy Lion über der Mitte der Fassade.

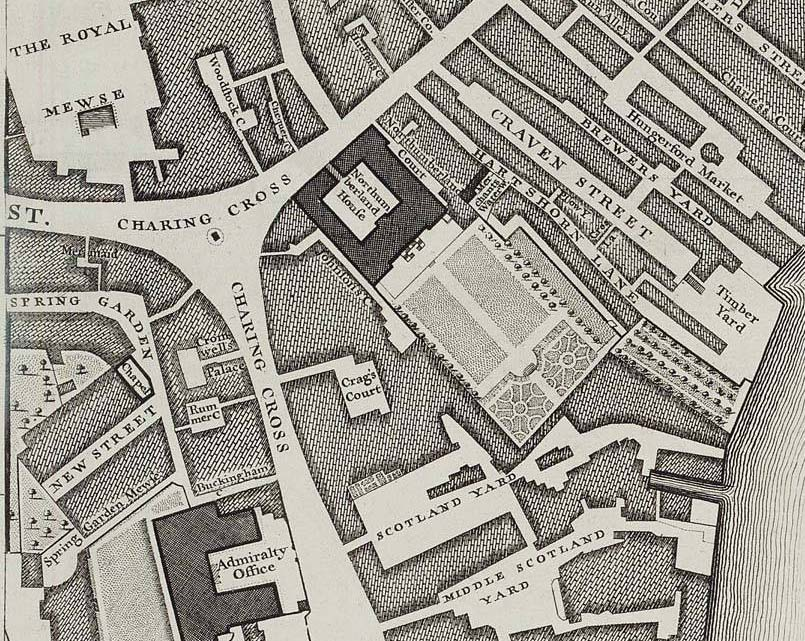
Ausschnitt aus John Rocque's Map of London, 1746. Die beiden hervortretenden Gartenflügel waren noch nicht angefügt.

Northumberland House (zunächst Northampton House, als es in Besitz der Earls of Northampton war, und dann Suffolk House, als es sich im Besitz der Earls of Suffolk befand,) war ein Herrenhaus am westlichen Ende des Strand in der Innenstadt der britischen Hauptstadt London. Das Stadtpalais der Familie Percy, den Earls und späteren Dukes of Northumberland und einer der reichsten Familien in England, das etwa 1605 im jakobinischen Stil errichtet worden war, stand dort bis zu seinem Abriss 1874. In den späteren Jahren schaute es zum Trafalgar Square.

## Hintergrund
Im 16. Jahrhundert standen am Strand, der die London City mit dem Palace of Westminster verbindet, Herrenhäuser der reichsten Prälate und Adligen Englands. Die meisten dieser großartigen Häuser befanden sich auf der Südseite der Straße und hatten Gärten, die sich bis hinunter zur Themse erstreckten.

## Bau
Um 1605 ließ Henry Howard, 1. Earl of Northampton, ein Grundstück an Charing Cross freiräumen, ein Teil eines Klosteranwesens, und selbst ein Herrenhaus bauen, das zunächst Northampton House genannt wurde. Die Fassade am Strand war 49 Meter breit und die Tiefe des Hauses war geringfügig größer. Es besaß einen einfachen Innenhof und Türmchen an jeder Ecke.
Der Grundriss stützte sich auf mittelalterliche Traditionen; ein Rittersaal war der wichtigste Raum und es gab eigene Wohntrakte für Mitglieder des Haushalts, worin damals immer noch die Dienerschaft für den Hausherren enthalten war. Viele dieser Wohnbereiche konnte man durch eigene Außentüren von Hof aus erreichen, etwa so, wie man dies bei den Colleges in Oxbridge heute noch sehen kann. Das Äußere war mit klassischen Ornamenten in der lockeren Art jakobinischer Bauten geschmückt. Das auffälligste äußere Detail war ein schön ausgestalteter vierstöckiger Torweg zum Strand hin. Der Garten war 49 Meter breit und über 90 Meter lang, reichte aber – anders als beim östlich angrenzenden Herrenhaus – nicht bis zum Fluss hinunter.

## 17. und 18. Jahrhundert
Das Haus fiel von Lord Northampton an die Earls of Suffolk, die einen Nebenzweig der mächtigen Familie Howard darstellten, deren Hauptzweig die Dukes of Norfolk waren. In den 1640er-Jahren wurde es zum günstigen Preis von nur £ 15.000 an den Earl of Northumberland verkauft. Dies war Teil eines Ehevertrags, als er eine Howard heiratete.
Über die nächsten beiden Jahrhunderte gab es regelmäßig Veränderungen am Haus, die die Änderung der Mode widerspiegelten und die Auslegung des Hauses angenehmer für den damaligen Lebensstil machten. John Webb wurde beauftragt, von 1657 bis 1660 den Wohntrakt der Familie von der Strand-Fassade weg zur Gartenfassade hin zu verlegen. In den 1740er- und 1750er-Jahren wurde die Strand-Fassade größtenteils neu gebaut und zwei Flügel hinzugefügt, die von den Enden der Gartenfassade im rechten Winkel hervorsprangen. Sie waren über 30 Meter lang und enthielten einen Ballsaal und eine Gemäldegalerie. Letztere war 32 Meter lang. Der Stil der neuen Innenräume war der späte Palladianismus und die Architekten waren Daniel Garrett (bis zu seinem Tod 1753) und dann der bekanntere James Paine. Mitte der 1760er-Jahre wurde Robert Mylne mit der Neuverkleidung des Innenhofes in Stein beauftragt und er könnte auch für die damals durchgeführten Anbauten an die beiden Gartenflügel verantwortlich gewesen sein. In den 1770er-Jahren wurde Robert Adam mit der Umgestaltung der Paradezimmer an der Gartenseite beauftragt. Der Glass Drawing Room („Gläserner Salon“) von Northumberland House war einer der meistbewunderten Innenräume. Teile der Fassade am Strand mussten nach einem Brand 1780 ebenfalls neu gebaut werden.

## 19. Jahrhundert
1819 baute Thomas Cundy die Gartenfassade 1,5 Meter weiter südlich neu auf, da die Wand einsturzgefährdet war und 1824 fügte er ein neues Haupttreppenhaus hinzu.

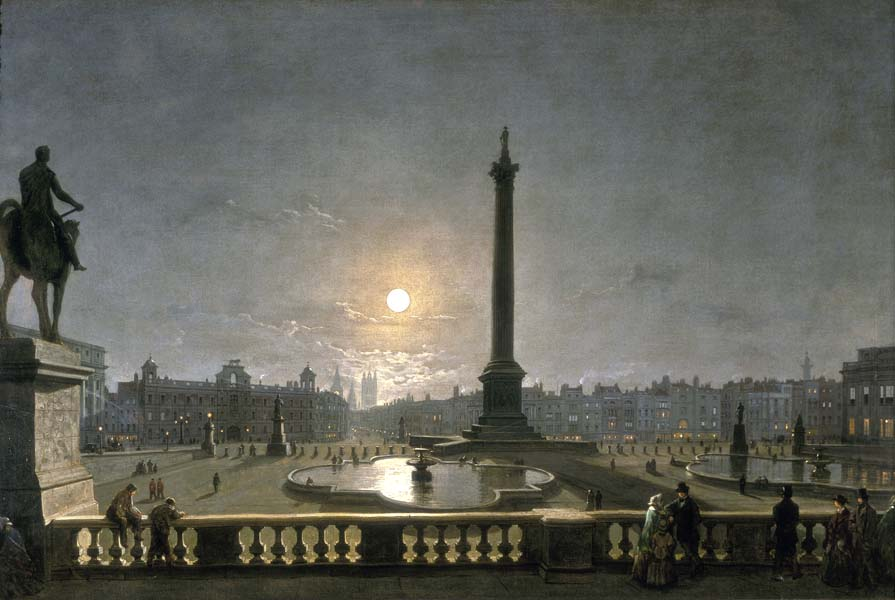
Dieses Gemälde von ca. 1865, in dem man Northumberland House in der Mitte links sehen kann, versetzt das Anwesen des Hauses in einen modernen Kontext. Der Blick geht nach Süden über den Trafalgar Square; die Türme des Parlamentsgebäudes sieht man im Hintergrund.

Bis zur Mitte des 19. Jahrhunderts waren alle anderen Herrenhäuser am Strand abgerissen worden. Die Gegend entwickelte sich zu einem Handelszentrum und war daher als Wohngegend nicht mehr „en vogue“. Dem damaligen Duke of Northumberland aber widerstrebte es, das Heim seiner Vorfahren zu verlassen, obwohl das Metropolitan Board of Works einen gewissen Druck ausübte, weil es durch das Anwesen eine Straße als Verbindung zu den neuen Straßen am Themseufer bauen wollte. Nach einem Brand, der erheblichen Schaden am Haus verursachte, erklärte sich der Herzog 1866 schließlich bereit, ein Angebot von £ 500.000 (entsprechend etwa £ 39,22 Mio. im Jahre 2012) für das Haus anzunehmen. Northumberland House wurde abgerissen und stattdessen entstand die Northumberland Avenue.

## Northumberland Avenue
Eines der größten Gebäude an der Northumberland Avenue war das 500-Betten-Haus Victoria Hotel. Im Zweiten Weltkrieg wurde es von der Regierung übernommen, vom Verteidigungsministerium genutzt und in Northumberland House umbenannt. Dieses „neue“ Northumberland House stand nach dem Krieg einige Zeit leer und wurde dann vom Welcome Trust übernommen.

## Überbleibsel
Ein Torbogen von Northumberland House, entworfen von William Kent wurde als Garteneingang für das Tudor House verkauft, das früher in Bromley-by-Bow stand. Er wurde 1998 ausgebaut und bildet heute den Haupteingang zum Bromley by Bow Centre.